# 重庆綦江彩虹桥垮塌事故
重庆綦江彩虹桥垮塌事故是1999年1月4日在中国重庆市綦江县发生的一起桥梁坍塌事故。事故造成40人死亡，至少15人受伤，事故报告显示施工中有重大瑕疵，桥梁承重主拱钢绞线锁锚方法、焊接、混凝土等多项工艺存在问题，还进一步发现工程施工程序上存在一系列瑕疵。该案在中华人民共和国历史上第一次启用重大安全事故责任人追责，也成为中国中央电视台第一次进行电视直播的重大事故。此案过后，中国开始了强制实施监理制度。

## 事件背景及经过
1996年2月15日，贯通綦河东西城区的綦江县人行彩虹桥（形状似彩虹，为綦江县形象工程）正式通行。桥全长140米，全宽6米，净跨5.5米。
1999年1月4日，18时50分，虹桥突然整体垮塌，截至5日18时，死亡24人，轻重伤16人，十几人失踪。
至6日中午，死亡26人，伤15人，10多人失踪。
事故最终统计，造成40人死亡，其中18名为武警，至少15人受伤。